# Championnat de France de tennis 1906
Pour un article plus général, voir Internationaux de France de tennis.
Résultats détaillés de l’édition 1906 du championnat de France de tennis.

## Faits marquants
En 1906, le simple messieurs du championnat de France est remporté par Maurice Germot.

## Palmarès
| Tableau          | Vainqueurs                    | Vainqueurs | Score                   | Finalistes        | Finalistes  |
| ---------------- | ----------------------------- | ---------- | ----------------------- | ----------------- | ----------- |
| Simple messieurs | Maurice Germot                | France     | 5-7, 6-3, 6-4, 1-6, 6-3 | Max Decugis       | France      |
| Simple dames     | Kate Gillou Fenwick           | France     |                         | Virginia MacVeagh | Royaume-Uni |
| Double mixte     | Yvonne de Pfeffel Max Decugis | France     |                         |                   |             |

## Simple messieurs
|  |                 |  |   |   |   |   |   |
|  | Challenge round |  |   |   |   |   |   |
|  |                 |  |   |   |   |   |   |
|  |                 |  |   |   |   |   |   |
|  | Maurice Germot  |  | 5 | 6 | 6 | 1 | 6 |
|  | Maurice Germot  |  | 5 | 6 | 6 | 1 | 6 |
|  | Max Decugis     |  | 7 | 3 | 4 | 6 | 3 |

## Simple dames
La championne en titre 1905, Kate Gillou, est directement qualifiée pour le challenge round (grande finale).
|  |                   |  |  |  |  |
|  | Challenge round   |  |  |  |  |
|  |                   |  |  |  |  |
|  |                   |  |  |  |  |
|  | Kate Gillou       |  |  |  |  |
|  |                   |  |  |  |  |
|  | Virginia MacVeagh |  |  |  |  |

## Double mixte
Championne en titre 1905, la paire Yvonne de Pfeffel - Max Decugis est directement qualifiée pour le challenge round (grande finale).
|  |                               |  |  |  |  |
|  | Challenge round               |  |  |  |  |
|  |                               |  |  |  |  |
|  |                               |  |  |  |  |
|  | Yvonne de Pfeffel Max Decugis |  |  |  |  |
|  |                               |  |  |  |  |
|  |                               |  |  |  |  |